# The Weavers

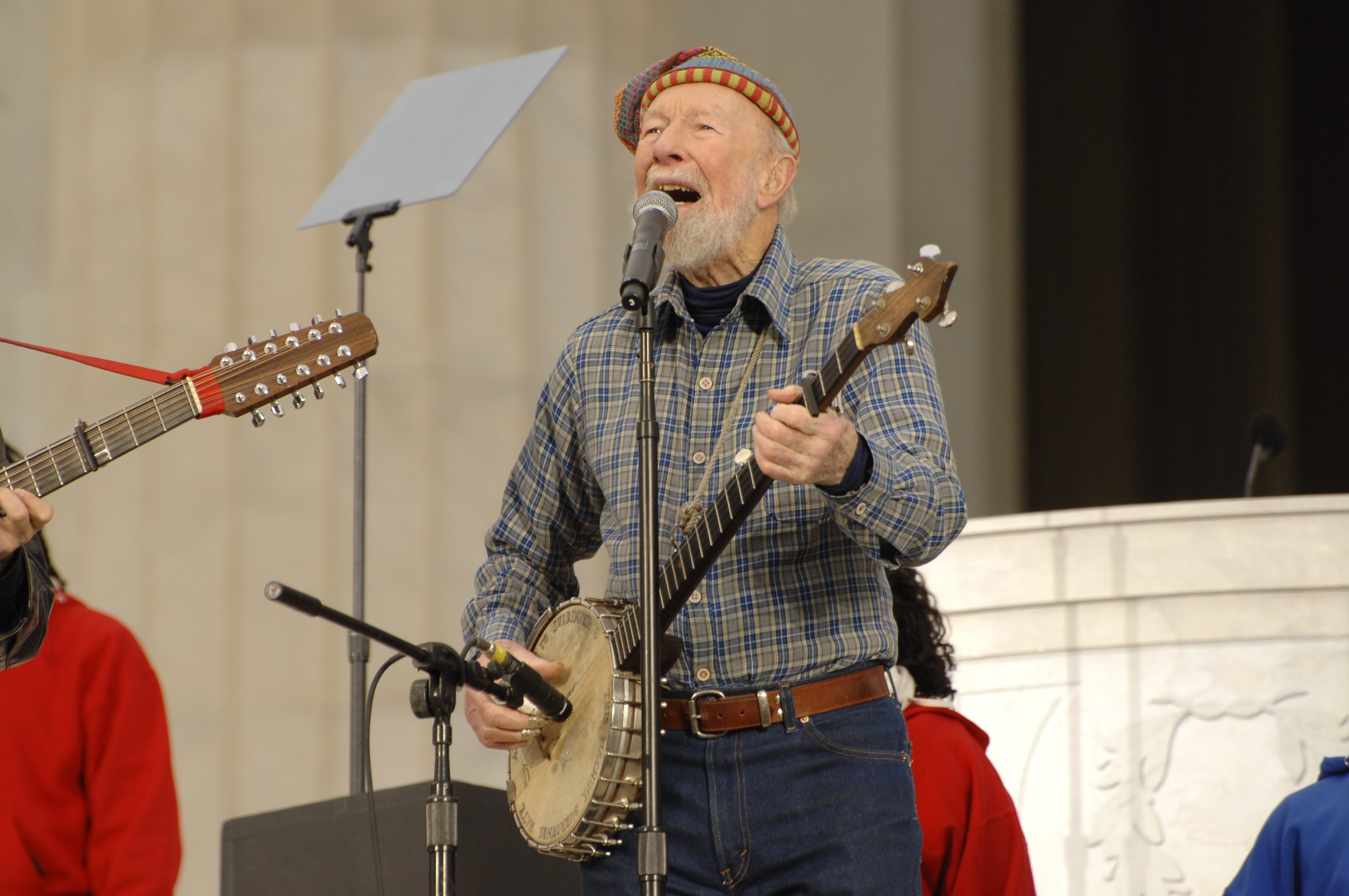
Pete Seeger au Lincoln Memorial en 2009.

The Weavers est un quatuor de musique folk du quartier de Greenwich Village, à New York. Fondé en 1948 et principalement actif durant les années 1950, le groupe chante des chansons traditionnelles du monde entier comme du blues, du gospel, des chansons pour enfants, des chansons de travailleurs, des ballades américaines. Leur carrière annonce le retour de la musique folk des années 1960, inspirant des groupes comme The Kingston Trio ou Peter, Paul and Mary, The Rooftop Singers et Bob Dylan.
Pete Seeger, membre fondateur des Weavers, quitte le groupe en 1958 pour entamer une carrière solo. Le groupe se sépare en 1964 et se réunit occasionnellement dans les décennies qui suivent.

## Historique

### Origine: Les Almanacs Singers
Le groupe des Weavers fut formé en novembre 1948 par Ronnie Gilbert, Lee Hays, Fred Hellerman, et Pete Seeger. En 1940 et 1941, Hays et Seeger avaient déjà co-fondé un groupe précédent : The Almanac Singers, qui avait fait la promotion de la paix et de l'isolationnisme pendant la Seconde Guerre mondiale, travaillant avec l'American Peace Committee. Ils présentaient de nombreuses chansons s'opposant à l'entrée en guerre des États-Unis. En juin 1941, le mois même ou l'Allemagne envahit l'Union soviétique, l'APC changea de nom pour l'"American People's Committee" et modifia son but pour supporter l'entrée en guerre américaine. les Almanacs supportèrent ce changement et produisirent de nombreuses chansons favorable à la guerre incitant les américains à se battre aux côtés des forces alliées. Le groupe se dissout après l'entrée en guerre des États-Unis.

### Les débuts des Weavers
Le nouveau groupe tira son nom d'une pièce de Gerhart Hauptmann, Die Weber (The Weavers (play) (en)  de 1892), décrivant l'histoire des tisserands de Silésie en 1844, qui comportait les lignes suivantes : « I'll stand it no more, come what may. ».
Après une période difficile sans engagements, le groupe se produit dans un club de Jazz Village Vanguard, ce qui conduisit d'être repéré par Gordon Jenkins, un arrangeur, et leur permis de signer avec le label Decca Records.

### Ascension
Le groupe eu un succès important en 1950 avec la chanson de Leadbelly, Goodnight, Irene, associé à la chanson de 1941 : Tzena, Tzena, Tzena, qui en retour devint un best-seller. L'enregistrement resta comme numéro un du Hit parade pendant 13 semaines. Comme cela était l'habitude à cette époque, cet enregistrement et d'autres de la période initiale des Weavers avaient un accompagnement de violons et d' orchestration en plus des instruments à cordes propre au groupe.
Le succès des concerts des Weavers et sa position au hit parade des enregistrements aida à introduire des standards du folk tels que On Top of Old Smoky (en) (avec la voix comme invité de Terry Gilkyson), Follow the Drinking Gourd, Kisses Sweeter than Wine, The Wreck of the John B (alias The John B. Sails), Rock Island Line, Midnight Special (song) (en), Pay Me My Money Down (en), et Darling Corey (en). Les Weavers encouragèrent le chant du public lors de leurs concerts, et Pete Seeger énonçait parfois les paroles une ligne en avance.
Dans une interview en 1968, en réponse la remarque que les compagnies de disque avaient du mal à classifier les Weavers, Pete Seeger dit aux chroniqueurs musicaux « leave that up to the anthropologists, the "folklorists".... For you and me, the important thing is a song, a good song, a true song.... Call it anything you want. »: « laissez cela aux anthropologues, aux spécialistes du folklore... pour vous et moi, l'important est qu'une chanson, une bonne chanson soit une chanson vraie. Appelez cela comme vous voulez. »
Les films des Weavers sont relativement rares. Le groupe apparaît dans une scène particulière d'un film musical nommé Disc Jockey en (1951), et cinq de leurs enregistrements à succès furent filmés la même année pour le producteur de télévision Lou Snader : Goodnight, Irene, Tzena, Tzena, Tzena, So Long, Around the World, et The Roving Kind (song) (en).

### Persécution politique par le Maccarthisme
En raison de la connotation politique progressiste et compte tenu de l'anticommunisme des années 50 aux États-Unis, Pete Cameron, les mit en garde de ne pas chanter leurs chansons les plus explicitement politiques et d'éviter les évènements trop engagés. À cause de cela, certains fans de chansons folk les critiquèrent, estimant qu'ils tempéraient trop leur croyances en rendant trop commercial le style de leur chanson. Mais les Weavers pensèrent qu'il était pire de présenter des chansons qui aurait pu faire polémique et conduire à la dissolution du groupe. Cette prudence s'avéra payante et permis de réaliser de nombreux engagement et une demande croissante pour des enregistrements.
Toutefois, dans le contexte de la « peur rouge », Pete Seeger et Lee Hays furent dénoncés comme membres du Parti communiste américain par le FBI par Harvey Matusow (qui plus tard se rétracta), ce qui aboutit à leur mise en demeure de venir témoigner devant la commission House Un-American Activities Committee en 1955. Hays fit appel au cinquième amendement de la Constitution des États-Unis. Pete Seeger, refusa de répondre aux questions, au prétexte du cinquième amendement de la Constitution des États-Unis, il fut le premier à faire ainsi après la condamnation des dix d'Hollywood en 1950.
Pete Seeger fut jugé coupable et soumis à des restrictions de liberté par la cour en attendant un appel, mais en 1961 sa condamnation fut levée pour des arguments techniques. Du fait que Pete Seeger faisait partie de la liste noire des Dix d'Hollywood de l'industrie du spectacle, l'ensemble du groupe des Weavers fut placé sous la surveillance du FBI et ne fut pas autorisé à se produire à la télévision ou à la radio durant la période du maccarthisme.
Leurs enregistrements ne furent plus diffusés sur les ondes, ce qui entraina la chute de leurs revenus provenant des droits d'enregistrements. Des groupes anti-Communistes fondamentalistes manifestèrent lors de leurs spectacles. Du fait de la diminution importantes des revenus du groupe, ils se séparèrent en 1952. Après cela, Pete Seeger poursuivit sa carrière en solo, bien que comme les autres, il continua à souffrir des effets de la présence de son nom sur la liste noire.
Decca Records mit fin à leur contrat d'enregistrement et retira leurs disques de son catalogue en 1953.

### Renouveau
Vers la fin des années 1950, la musique folk émergea dans la popularité alors que le maccarthisme s'estompait. En décembre 1955, le groupe se réunit pour jouer un concert à guichets fermés au Carnegie Hall. Le concert fut un énorme succès. L'album de l'enregistrement du concert au Carnegie Hall fut produit par un label indépendant Vanguard Records, et cela les conduisit à signer un contrat avec ce label.

### Départ du fondateur Pete Seeger
Quand à la fin des années 1950, le groupe des Weavers accepta de fournir les chants pour une publicité TV pour une marque de cigarettes, Pete Seeger, opposé aux dangers du tabac et découragé de l'implication du groupe dans des intérêts commerciaux, décida de démissionner. Il passa une dernière année avec les Weavers pour honorer ses engagements, mais se décrivit lui-même comme se sentant prisonnier. Il quitta le groupe le 1er avril 1958.

### Évolution du groupe après le départ de Pete Seeger
Pete Seeger recommanda Erik Darling du groupe des The Tarriers (en) pour le remplacer. Darling resta avec le groupe jusqu'en juin 1962, puis le quitta pour poursuivre sa carrière en solo et ultérieurement pour former le trio de folk-jazz trio The Rooftop Singers. Frank Hamilton (en), qui remplaça Darling, resta avec le groupe 9 mois, donnant son préavis juste avant que les Weavers célèbrent le 15e anniversaire du groupe avec deux nuits de concerts au Carnegie Hall en mars 1963. Le chanteur de musique folk Bernie Krause, qui sera plus tard un pionnier en introduisant le synthétiseur Moog dans la musique populaire, fut le dernier titulaire à occuper la « chaire de Pete Seeger ».

### Dissolution en 1964
Le groupe se sépara en 1964, mais Gilbert, Hellerman, et Hays se réunirent occasionnellement avec Pete Seeger durant les 16 années suivantes.
En 1980, Lee Hays, déjà malade et utilisant un fauteuil roulant pour se déplacer, tenta de réunir les membres fondateurs des Weavers pour un dernier spectacle ensemble. Le piquenique informel de Hay se transforma en une réunion professionnel et un retour triomphal au Carnegie Hall le 28 novembre, 1980, qui fut la dernière performance pour toujours de la bande des quatre. Un film documentaire intitulé : The Weavers: Wasn't That a Time! (en) (1982), fut réalisé après la mort de Hays, et raconte l'histoire du groupe et les évènements ayant conduit à leur réunion.

### Reconnaissance et devenir des membres du groupe après sa dissolution.
À la suite de la dissolution du groupe, Ronnie Gilbert fit le tour des États-Unis comme soliste et Fred Hellerman travailla comme ingénieur d'enregistrement et producteur de disque. Le groupe fut intronisé dans le Vocal Group Hall of Fame (en), en 2001 comme représentatif de sa décennie pour la catégorie Folksong.
En février 2006, les Weavers reçurent le " Grammy Lifetime Achievement Award attribué annuellement lors des « Grammy awards ». Représenté par deux des membres, Ronnie Gilbert et Fred Hellerman, ils firent vibrer la corde sensible de la foule en racontant leur lutte acharnée contre les pouvoirs politiques, qui les avaient chassés dans les années 1950 :
« If you can exist, and stay the course—not a course of blind obstinacy and faulty conception—but one of decency and good sense, you can outlast your enemies with your honor and integrity intact », dit Hellerman.
Certains commentateurs y virent une référence à la l’« entêtement aveugle » comme une critique voilée à ceux qui ont cru voir partout l'existence des actions du Parti communiste.
Pete Seeger fut capable de surmonter sa mise à l'écart lié au maccarthysme en apparaissant sur les chaines de télévision nationales dans un show intitulé The Smothers Brothers Comedy Hour (en), qu'en 1968. Il revient sur le devant de la scène, lors de l'éclosion de la génération folk et des protest songs dans les années 1960, il fait figure avec son ami Woody Guthrie de grand aîné et de référence pour tous les jeunes artistes qui émergent alors, comme Joan Baez ou Bob Dylan. La reconnaissance se poursuit avec son introduction dans le Rock and Roll Hall of Fame en 1996. Il obtient de nombreux pris : Grammy Lifetime Achievement Award en 1993, National Medal of Arts du National Endowment for the Arts, « Kennedy Center Honor » en 1994, « Harvard Arts Medal », « James Smithson Bicentennial Medal » en 1996, plusieurs Grammy Award, en 1999 Felix Varela Medal, la plus haute distinction cubaine, pour son œuvre humaniste et artistique pour la défense de l'environnement et contre le racisme, Mid-Hudson Civic Center Hall of Fame en 2008 pour son engagement écologique. Lors de la cérémonie d'investiture de Barack Obama à la présidence des États-Unis, le 18 janvier 2009, il est appelé sur scène par son admirateur Bruce Springsteen pour chanter This Land is Your Land (composée par Woody Guthrie). Il décède le 27 janvier 2014 à New York à l'âge de 94 ans.
Lee Hays mourut en 1981, à l'âge de 67 ans, et sa biographie, intitulée Lonesome Traveler par Doris Willens, fut publiée en 1988. Erik Darling mourut le 3 août 2008, à l'âge de 74 ans, à Chapel Hill, en Caroline du Nord, d'un lymphome. Après une très longue carrière de musicien, Pete Seeger mourut à l'âge de 94 ans le 27 janvier 2014, à New York. Ronnie Gilbert est morte le 6 juin 2015, à Mill Valley, Californie et Fred Hellerman, dernier membre en vie du quatuor, décède le 1er septembre 2016 à Weston dans le Connecticut.

## Membres
- Ronnie Gilbert - Alto (1948-1952, 1955-1964, 1980)
- Lee Hays - Basse (1948-1952, 1955-1964, 1980; décédé en 1981)
- Fred Hellerman - bariton (1948-1952, 1955-1964, 1980)
- Pete Seeger - Tenor (1948-1952, 1955-1958, 1980; décédé en janvier 2014)
- Erik Darling (en) - Tenor (1958-1962; décédé en 2008)
- Frank Hamilton (en) - Tenor (1962-1963)
- Bernie Krause - Tenor (1963-1964)

## Discographie et CD
- The Weavers' Greatest Hits
- At Carnegie Hall (The Weavers album) (en) en Live
- The Weavers at Carnegie Hall Vol. 2 (en)
- Wasn't That a Time! coffret
- Best of the Vanguard Years
- The Weavers Reunion at Carnegie Hall: 1963 (Live)
- The Reunion at Carnegie Hall, 1963, Pt. 2 (Live)
- The Weavers at Home - Vanguard VRS 9024 (1957–58)
- Travelling On with The Weavers VRS 9043 (1957–58)
- Reunion at Carnegie Hall No. 2 (Live)
- Rarities from the Vanguard Vault
- Kisses Sweeter Than Wine (compilation of 1950-51 live shows, edited by Fred Hellerman)
- The Weavers Almanac
- The Best of the Decca Years
- Ultimate Collection
- The Weavers Classics
- Best of the Weavers
- Gospel
- Goodnight Irene: Weavers 1949-53 boxed set
- We Wish You a Merry Christmas
- The Weavers on Tour (Live) - Vanguard VRS 9013
- Together Again (Live at Carnegie Hall in 1980, enregistré en 1981) Loom 10681
- The Weavers: Wasn't That a Time! (en) (vidéo)

## Films
- In Old Missouri (en) (1940)